# ماسوجيرو نيشيد
ماسوجيرو نيشيد (باليابانية: 西田 満寿次郎)، هو لاعب كرة قدم ياباني سابق كان يلعب كحارس مرمى.